# PIN-diode

Lagen van een PIN-diode

In 1950 is de PIN-diode uitgevonden door de Japanse wetenschapper Jun-ichi Nishizawa.
Een PIN-diode of p-i-n diode is een type diode waar tussen de hooggedoteerde p- en n-lagen een bijna ongedoteerde laag toegevoegd is. De naam van deze component is te danken aan de toegevoegde intrinsieke halfgeleiderlaag, i-laag genoemd.

## Eigenschappen
Door de toevoeging van de i-laag, is de PIN-diode minder geschikt voor gelijkrichting vergeleken met normale diode. Deze laag zorgt er wel voor dat deze component toepassingen heeft als snelle schakelaar bij hoogfrequente schakelingen. Bij lage frequenties werkt een PIN-diode op dezelfde manier als een PN-diode, waarbij de tussenlaag bij de werking de grootte heeft van de intrinsieke laag. De PIN-diode heeft bij hoge frequenties vergelijkbare eigenschappen als een bijna perfecte lineaire weerstand. Door de hoge frequenties is er onvoldoende tijd om de lading in de intrinsieke laag af te bouwen zodat deze component niet van staat verandert.

## RF Schakelaar
Door de PIN-diode in sper aan te sturen, heeft deze een lage capaciteit, wat resulteert in een open klem voor hoogfrequente signalen. Door de PIN-diode in doorlaatrichting aan te sturen (ordegrootte 1mA) is het vervangschema voor de PIN-diode een laagohmse weerstand zodat het hoogfrequente signaal doorgelaten wordt.

### RF SPST met PIN-diode

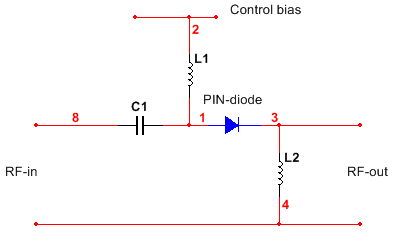
SPST schakelaar met PIN-diode

Single Pole Single Throw (SPST) switch is een enkelvoudige lijnonderbrekingsschakelaar, beter bekend als de standaard aan/uit-lichtschakelaar. Bij hoogfrequente signalen kan een PIN-diode gebruikt worden om deze schakelaar te realiseren. Dit type schakeling werkt door de veranderende weerstandswaarde van de PIN-diode bij veranderende gelijkstroomaanstuurstromen.
Condensator C1 zorgt ervoor dat enkel de hoge frequenties worden doorgelaten van het inkomend signaal. Met andere woorden, de gelijkstroomcomponent wordt tegengehouden, zodat de PIN-diode niet door de ingang beïnvloed wordt. De spoel L1 zorgt ervoor dat er geen hoogfrequente signalen van de RF-in kant worden doorgelaten naar de bron. Spoel L2 blokkeert om dezelfde reden het hoogfrequente signaal.
Hierdoor zal de Control bias de instelstroom van de PIN-diode leveren. Door deze instelstroom aan te passen zal de diode een ander weerstandswaarde krijgen. De instelstroom vloeit vervolgens weg door spoel L2. Wanneer de diode in doorlaatzin wordt aangesloten, zal het hoogfrequente signaal van de ingang aan de uitgang staan. Wanneer de diode niet in doorlaatrichting wordt aangesloten, zal het hoogfrequente ingangssignaal niet door de PIN-diode heen gaan waarmee een open schakeling wordt verkregen.

### RF Shunt-SPST met PIN-diode

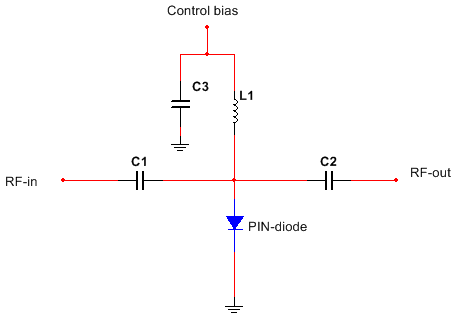
Shunt SPST schakelaar met PIN-diode

Een shunt-SPST met PIN-diode wordt gebruikt als schakelaar om het hoogfrequente signaal in en uit te schakelen. Bij de shunt-SPST zal er geen signaal zijn wanneer de PIN-diode in doorlaatzin wordt geplaatst. De spoel zorgt ervoor dat er geen hoogfrequent signaal de bias inloopt en de condensatoren houden de laagfrequente signalen tegen, zodat de instelstroom van de PIN-diode niet wordt gewijzigd door het ingangssignaal. Indien de PIN-diode in sper wordt geplaatst zal de uitgangsspanning onveranderd blijven ten opzichte van de ingangsspanning.